# Кокорєв Володимир Володимирович
Кокорєв Володимир Володимирович (нар. 16 червня 1978, Новоград-Волинський) — український військовик, полковник Збройних Сил України.

## Життєпис
Командував 2-м батальйоном 30-ї окремої механізованої бригади. Був заступником командира 54-ї окремої механізованої бригади.
Був командиром 92-ї окремої механізованої бригади з березня 2017 р. до травня 2020 р.
В травні 2020 року призначений на посаду заступника командира ОК «Схід» з бойової підготовки.